# Bahnhof Dießen
Der Bahnhof Dießen ist der Bahnhof des oberbayerischen Marktes Dießen am Ammersee. Er liegt an der Ammerseebahn von Mering über Geltendorf nach Weilheim. Der Bahnhof verfügt über zwei Bahnsteiggleise. Er wird täglich von etwa 50 Zügen der Bayerischen Regiobahn bedient.
Bei seiner Eröffnung am 30. Juni 1898 war er der nördliche Endpunkt der aus Weilheim kommenden Strecke, mit der Fertigstellung der Gesamtstrecke am 23. Dezember 1898 wurde er zum Durchgangsbahnhof. Das Empfangsgebäude von Dießen steht unter Denkmalschutz. Neben dem Bahnhof Dießen gibt es in Dießen am Ammersee noch die Haltepunkte Riederau und St. Alban.

## Lage
Der Bahnhof Dießen befindet sich im Osten der Ortsmitte von Dießen direkt am Ufer des Ammersees. Das Empfangsgebäude steht westlich der Gleise an der Bahnhofstraße und hat die Adresse Bahnhofstraße 15. Östlich des Bahnhofs befindet sich die Anlegestelle für die Ammerseeschiffe, die Dießen unter anderem mit Herrsching am Ostufer des Ammersees verbinden. Im Osten der Gleise verläuft die Seestraße entlang einer Grünanlage. Im Süden und im Norden des Bahnhofs befindet sich jeweils ein höhengleicher Bahnübergang.
Die Ammerseebahn von Mering über Geltendorf nach Weilheim (VzG 5370), an welcher der Bahnhof liegt, ist eine eingleisige und nicht elektrifizierte Hauptbahn. Sie wird von der Deutschen Bahn als Kursbuchstrecke 985 Augsburg–Weilheim geführt.

## Geschichte
Erste Überlegungen zum Bau einer Bahnstrecke von Augsburg über Mering an das Westufer des Ammersees und weiter in Richtung Alpen gab es bereits in den 1870er Jahren. 1872 wurde in Dießen ein Eisenbahnbaukomitee gegründet und 1886 wurde die Projektierung einer Strecke von Augsburg nach Dießen genehmigt. Im Herbst 1896 wurde mit dem Bau der als Ammerseebahn bezeichneten Lokalbahn von Mering nach Weilheim begonnen.

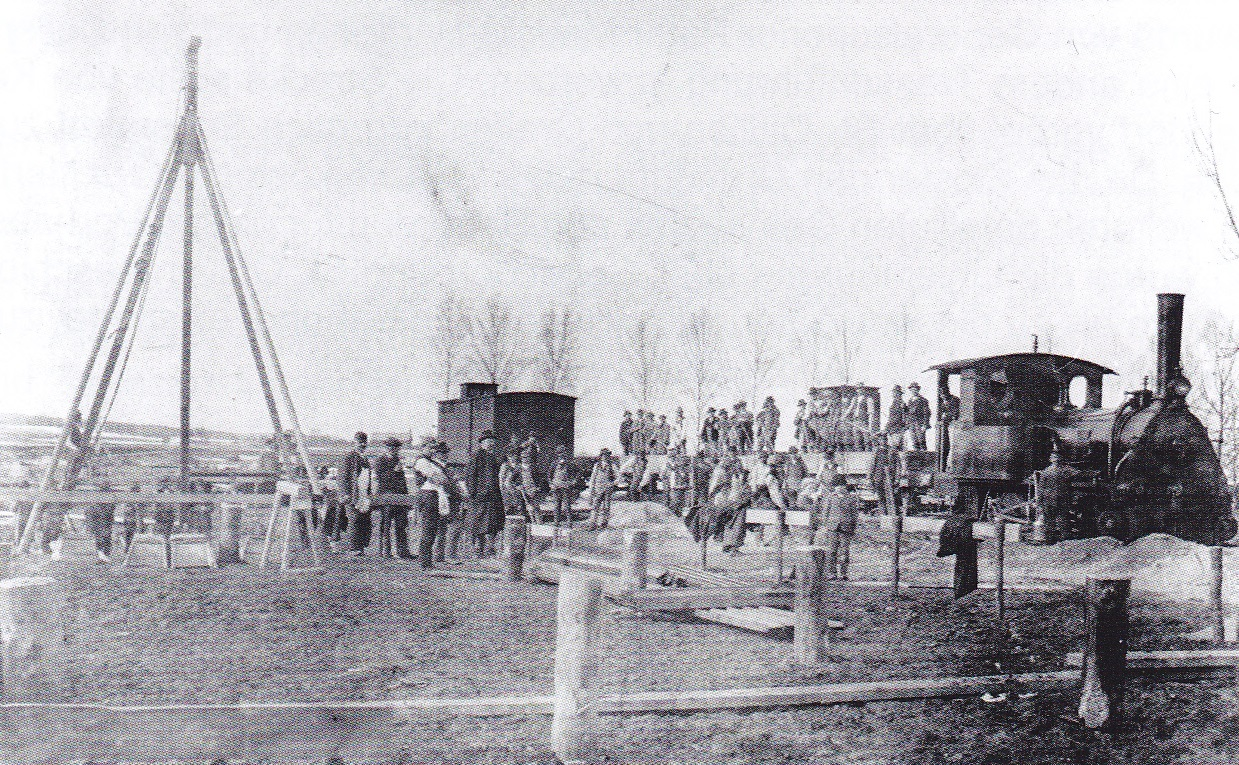
Bauarbeiten zur Errichtung des neuen Empfangsgebäudes 1901

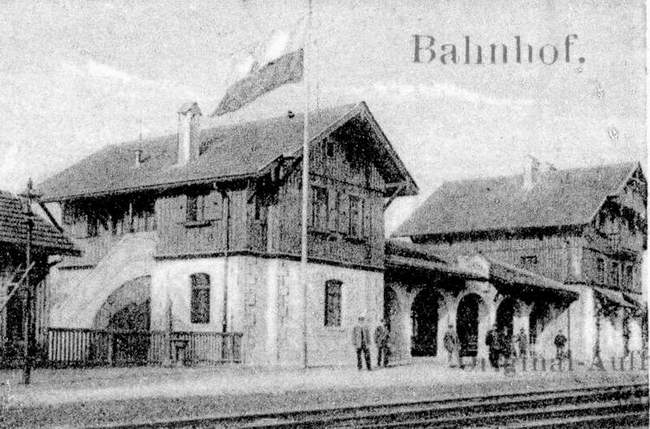
Empfangsgebäude des Bahnhofs Dießen 1906

Am 30. Juni 1898 wurde der Bahnhof Dießen als Endpunkt des Streckenabschnittes von Weilheim nach Dießen eröffnet. Ab Dießen verkehrten ersatzweise Schiffe über den Ammersee nach Schondorf, wo Anschluss zum gleichzeitig eröffneten Streckenabschnitt Mering–Schondorf bestand. Am 23. Dezember 1898 wurde die Lücke zwischen Schondorf und Dießen geschlossen. Anfangs besaß der Bahnhof eine provisorische Holzbaracke mit Satteldach als Empfangsgebäude. Aufgrund der steigenden Bedeutung des Bahnhofs im Ausflugs- und Güterverkehr errichteten die Königlich Bayerischen Staatseisenbahnen von Dezember 1901 bis Oktober 1902 ein größeres gemauertes Empfangsgebäude im Heimatstil, das aus einem zwei- und einem dreigeschossigen Bau mit Satteldach besteht, die durch eine halboffene Wartehalle verbunden sind. Da der Untergrund in der Nähe des Ammersees sehr weich war, wurde das Gebäude auf etwa 200 bis zu 13 Meter tief in den Boden gerammten Pfählen errichtet. Die ursprüngliche Holzbaracke wurde 1902 zum Bahnhof Riederau verlegt, wo sie eine Wellblechhütte ersetzte. 1906 wurde durch ein Ammerseehochwasser ein Teil des Bahndamms im Bahnhofsbereich weggespült, wodurch der Zugverkehr für längere Zeit eingestellt werden musste.
Neben seiner Bedeutung im Ausflugsverkehr von Augsburg und München an den Ammersee hatte der Bahnhof Dießen eine große Bedeutung als Umschlagplatz für Holz und landwirtschaftliche Produkte. Im Jahr 1913 wurde die Ammerseebahn wegen des steigenden Verkehrsaufkommens von einer Lokalbahn zur Hauptbahn erhoben. Für die zusätzlichen Züge erhielt der Bahnhof 1913 ein weiteres Ausweichgleis (Gleis 3) und das Ladegleis 4. 1924 wurde gegenüber dem Dießener Empfangsgebäude ein heute denkmalgeschütztes Postgebäude mit Walmdach errichtet. 1937 nahm die Deutsche Reichsbahn im Norden des Bahnhofs ein zweigeschossiges mechanisches Stellwerk der Einheitsbauart in Betrieb, das als Stellwerk 1 bezeichnet wurde. 1938 erhielt das Empfangsgebäude einen Stellwerksvorbau mit einem mechanischen Befehlsstellwerk (Stellwerk 2), und die Wartehalle wurde leicht verändert.
1957 wurde das Gebäude noch einmal leicht umgebaut. 1962 wurde die Kurve im südlichen Bahnhofsbereich entschärft und die Gleise dabei um bis zu 20 Meter nach Osten verlegt. 1972 schloss die Deutsche Bundesbahn den zweiten Fahrkartenschalter des Bahnhofs und legte den Güterschuppen still. In den 1980er-Jahren wurden nahezu alle Lade- und Abstellgleise stillgelegt und teilweise abgebaut, auch das ehemalige Kohlengleis (Gleis 4). Von dort aus konnten ganze Wagenladungen Kohle für die Ammerseedampfschifffahrt in einen tiefliegenden Kohlenbunker abgekippt werden. Der Kohlebunker war über eine Schmalspurbahn mit dem Dampfersteg verbunden, auf welcher die Kohle in kleinen Loren transportiert wurde. Diese Praxis konnte bis kurz vor Ende der Dampfschifffahrt auf dem Ammersee, im Jahr 1975, beobachtet werden. Nach dem Ende der Kohlenverladung wurde die Schmalspurbahn vollständig abgebaut. Ende der 1990er-Jahre legte die Deutsche Bahn das dritte Bahnsteiggleis still, die Signale wurden bis zur endgültigen Außerbetriebnahme von Gleis 3 im Jahr 2007 ausgekreuzt (als ungültig gekennzeichnet).
2002 wurde das Dießener Empfangsgebäude unter Denkmalschutz gestellt. Um Platz für eine Erweiterung des Bahnhofsparkplatzes im Nordwesten des Empfangsgebäudes zu schaffen, wurden 2003 die bereits in den 1980er Jahren stillgelegten Ladegleise und die nicht mehr benötigte Güterrampe bei Stellwerk 1 abgebaut. Im April 2004 wurde der leerstehende Güterschuppen abgetragen, um Platz für eine Bushaltestelle zu schaffen. Der Kohlenbunker wurde im November 2011 aufgrund schlechter Bausubstanz abgebrochen. Am 1. November 2009 wurde der Fahrkartenschalter im Empfangsgebäude geschlossen und am 16. November 2009 ein neuer Seitenbahnsteig in Betrieb genommen. Am 28. November 2009 eröffnete die DB ein neues elektronisches Stellwerk, das aus Utting ferngesteuert wird. Die mechanischen Stellwerke wurden außer Betrieb genommen, die Einrichtungen in der Folgezeit ausgebaut. Die bis dahin vorhandene, mittels Drahtzug betätigte Hochwasserschranke im Süden wurde ersatzlos gestrichen, die mechanische Schranke im Norden bei Stellwerk 1 wird seit November 2009 elektronisch gesteuert. Der Bahnhof Dießen ist seitdem unbesetzt. Das ehemalige Stellwerk 1 wurde von einer Privatperson übernommen.

## Aufbau

### Empfangsgebäude

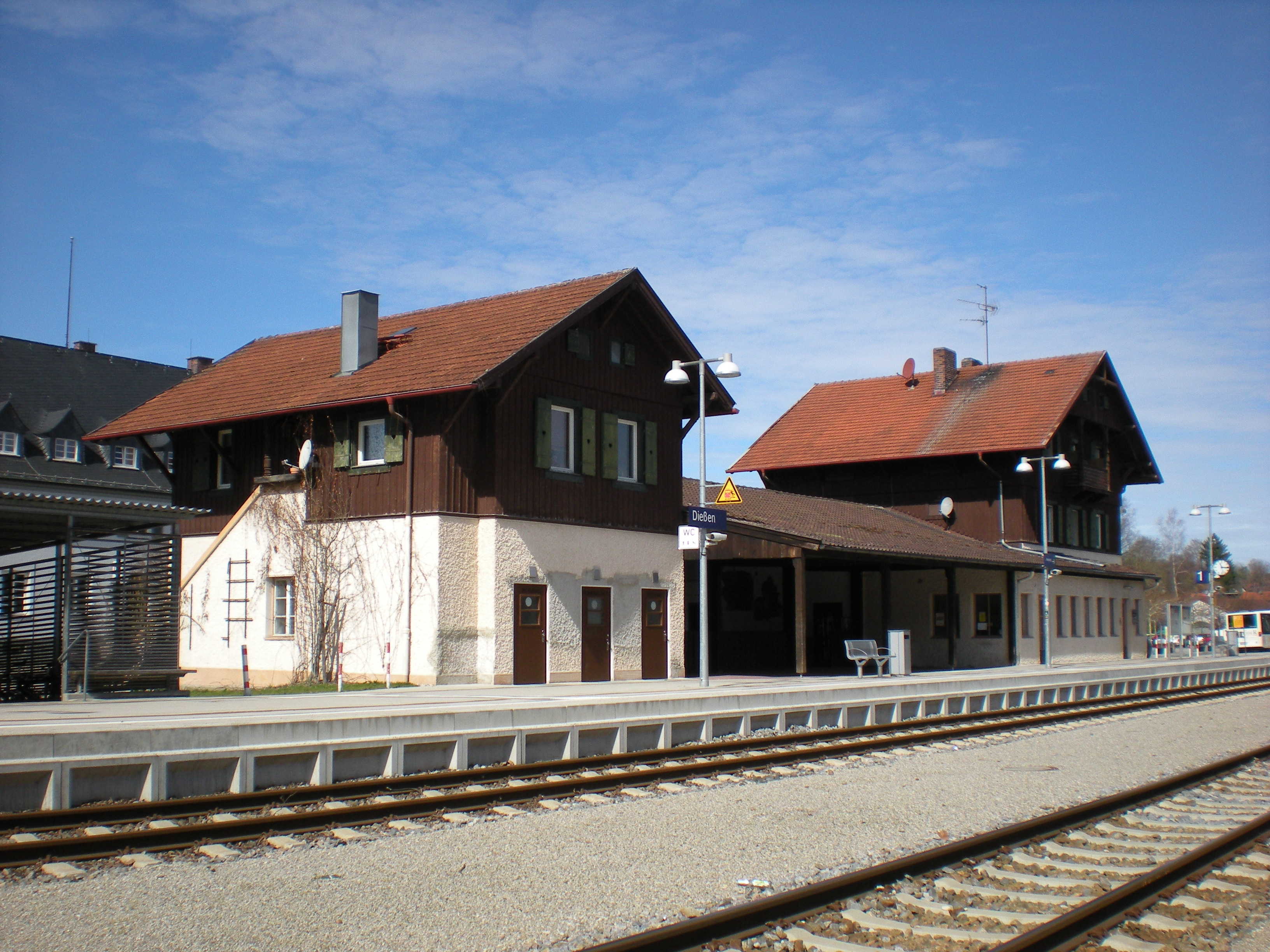
Empfangsgebäude von der Gleisseite (2013)

Das seit 2002 unter Denkmalschutz stehende Empfangsgebäude des Bahnhofs Dießen wurde von Dezember 1901 bis Oktober 1902 erbaut. Es ist im Heimatstil gehaltenen und besteht aus einem dreigeschossigen Bau im Norden und einem zweigeschossigen Bau im Süden, die Satteldächer besitzen und giebelständig zu den Gleisen stehen. Im nördlichen Teil befanden sich die Diensträume und eine Dienstwohnung, im südlichen Teil die Übernachtungsräume für Lokführer. Die beiden Gebäude sind durch eine überdachte, zur Gleisseite offene Wartehalle verbunden. Die Wartehalle schloss ursprünglich zur Gleisseite mit fünf Arkadenbögen ab, von denen der mittlere im Jugendstil ausgeführt war. Die Bögen wurden 1938 beim Umbau der Wartehalle entfernt und durch einfache Holzstützen ersetzt. Die oberen Stockwerke der Gebäude sind mit Holz verschalt. Nördlich schloss sich an das Empfangsgebäude ein in den 1980er-Jahren abgerissenes flaches Dienstgebäude an, auf der Gleisseite schließt an den dreigeschossigen Bau ein Stellwerksanbau an. Am Haupteingang befindet sich eine Wandmalerei, die eine Fischersfrau mit dem Dießener Wappen und einen Töpfer mit dem bayerischen Wappen und dem deutschen Reichsadler zeigt. Am 1. April 2007 verkaufte die Deutsche Bahn das Empfangsgebäude an eine Privatperson, die es im Februar 2011 für 106.000 Euro an die Gemeinde Dießen weiterverkaufte.
Die ehemaligen Räumlichkeiten des Fahrdienstleiters und der Fahrkartenausgabe standen über längere Zeit leer, im Schalterraum war ab 2010 eine Postfiliale untergebracht. In den Jahren 2014 und 2015 wurde das Dießener Empfangsgebäude in zwei Bauabschnitten umgebaut und saniert. Bis März 2015 wurde die offene Wartehalle mit einer Glasfassade zur Gleisseite verschlossen und darin eine Touristeninformation und die zuvor im Schalterraum ansässige Postfiliale untergebracht. Im Stellwerksvorbau und im Schalterraum entstanden bis Herbst 2015 ein Kiosk und ein Café. Die Holzdecke und die alten Wandfliesen blieben aufgrund der Denkmalschutzauflagen erhalten und die Farbgebung der Wände wurde an die Originalfarben angeglichen. Der erste Bauabschnitt kostete 549.000 Euro, insgesamt wurden Kosten von ungefähr 1,1 Millionen Euro veranschlagt.

### Gleisanlagen

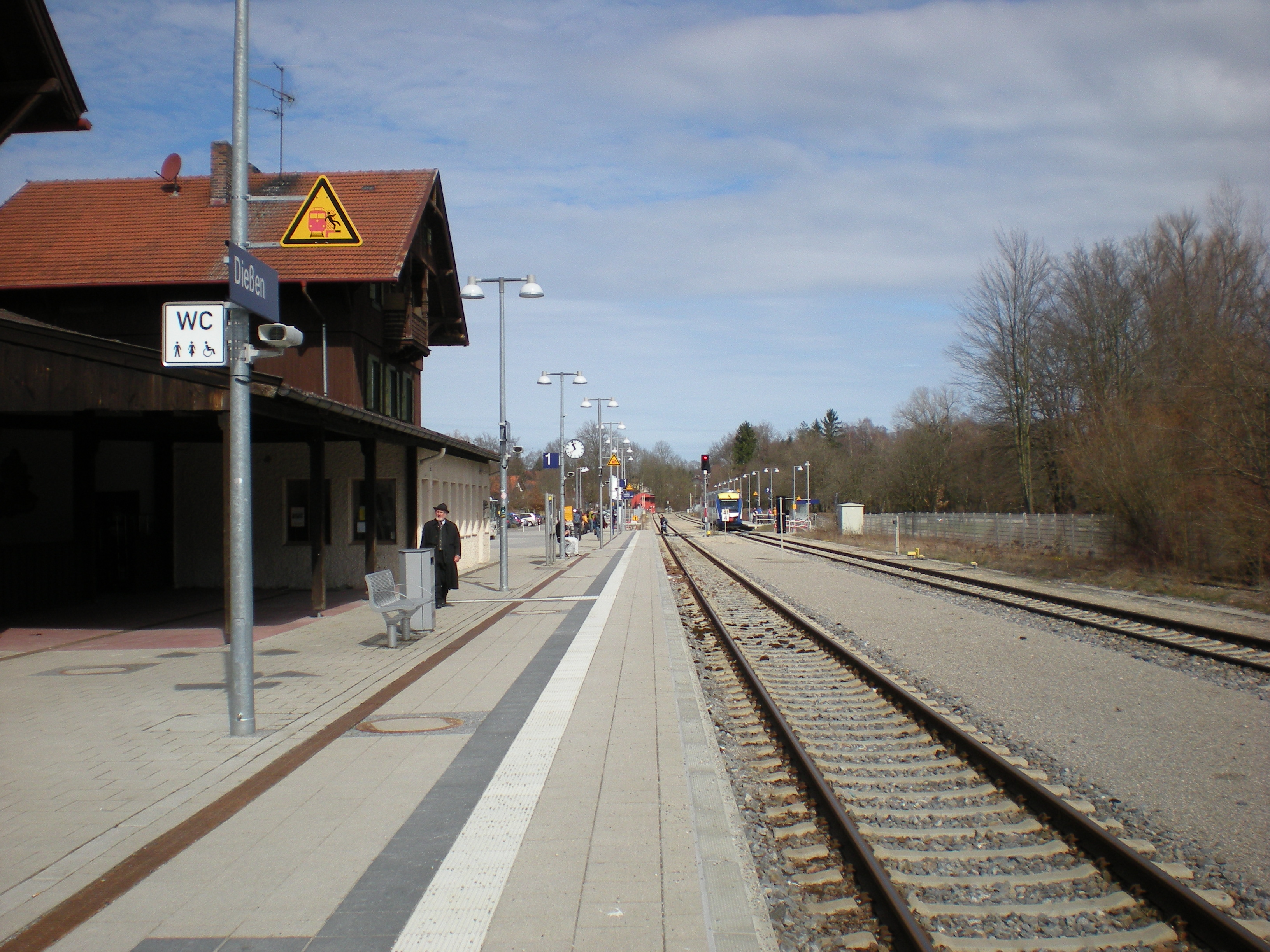
Hausbahnsteig (2013)

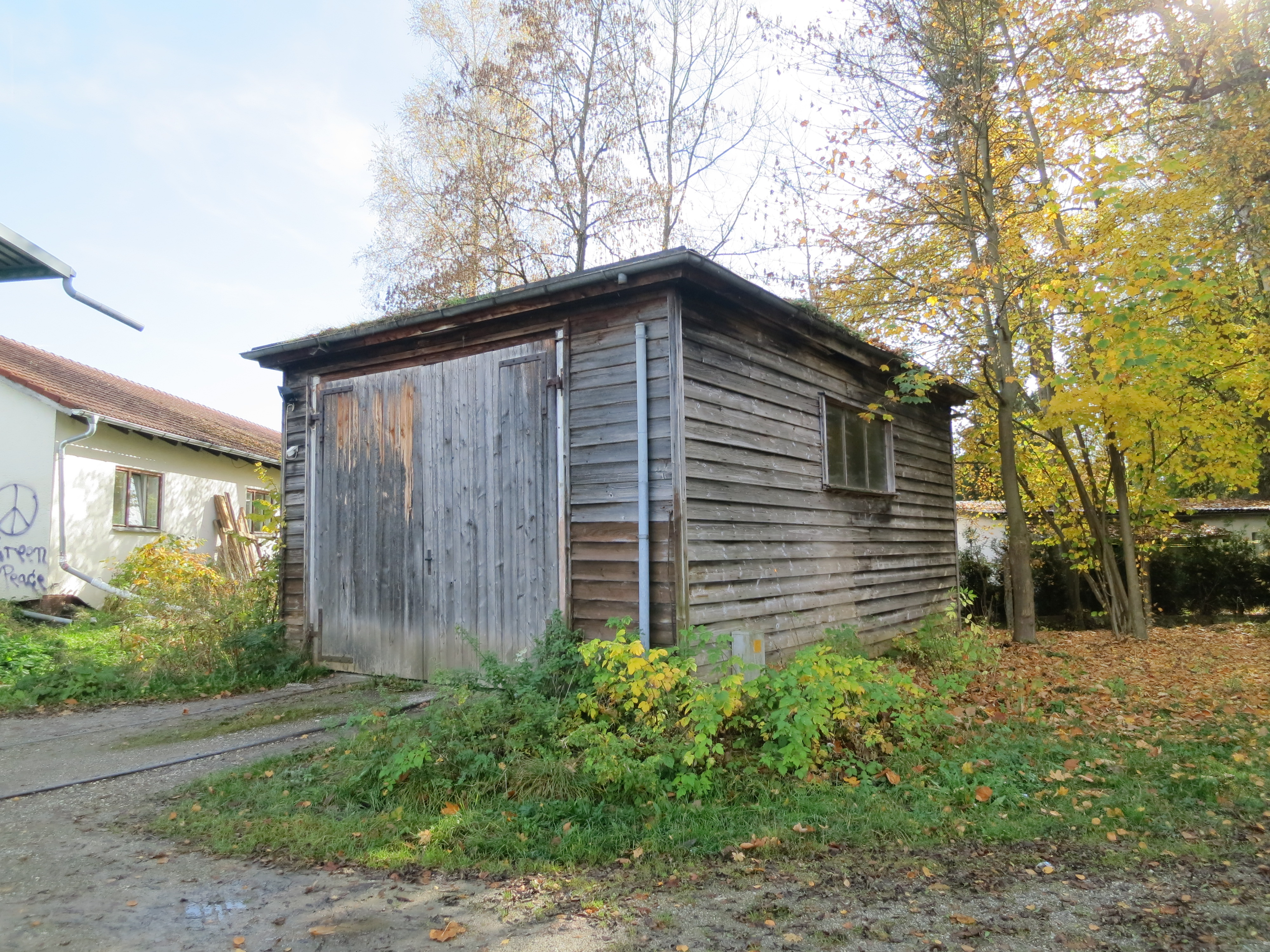
Ehemaliger Kleinlokschuppen (2013)

Als bedeutender Zwischenbahnhof der Ammerseebahn besaß der Bahnhof ursprünglich relativ umfangreiche Gleisanlagen. In den Anfangsjahren waren zwei Bahnsteiggleise und weitere Ladegleise vorhanden. 1913 kamen östlich der bestehenden Anlagen mit einem dritten Bahnsteiggleis und einem bahnsteiglosen Ladegleis zwei weitere Hauptgleise hinzu. Das bahnsteiglose Gleis 4 wurde später durch Rückbau der Weiche in Richtung Weilheim zum Stumpfgleis. Nach dem Zweiten Weltkrieg existierten am Bahnhof Dießen drei Bahnsteiggleise, die sich an einem Hausbahnsteig und zwei Mittelbahnsteigen befanden. Östlich der Bahnsteiggleise lag das in Richtung Utting an Gleis 3 angebundene als Stumpfgleis ausgeführte Abstellgleis (Gleis 4), das als Kohlengleis diente. Im Westen des Bahnhofs befand sich ein beidseitig an Gleis 1 angebundenes Ladegleis, das mit zwei Stutzen nach Süden und Norden die Laderampe am Güterschuppen und als Freiladegleis die Ladestraße bediente. Von diesem Ladegleis zweigten nach Westen ein weiteres Ladegleis und ein Abstellgleis mit Kleinlokschuppen ab. In den 1980er-Jahren wurden fast alle Lade- und Abstellgleise stillgelegt und teilweise abgebaut, es blieben die drei Bahnsteiggleise. Die Gleise 1 und 2 wurden für Zugkreuzungen verwendet, Gleis 3 diente als Rückhaltegleis für den Ferienverkehr und Güterverkehr und als Abstellgleis für Sonder- und Dienstzüge. Ende der 1990er-Jahre wurde Gleis 3 stillgelegt, es ist jedoch bis heute, in Fragmenten, erhalten.
Am 16. Oktober 2009 wurde als Ersatz für den Mittelbahnsteig an Gleis 2 ein neu errichteter 55 cm hoher Seitenbahnsteig in Betrieb genommen, der nördlich versetzt zum Empfangsgebäude und Hausbahnsteig liegt. Der Hausbahnsteig an Gleis 1 wurde modernisiert und ebenfalls auf 55 cm erhöht. Beide Bahnsteige sind mit Blindenleitstreifen ausgestattet und über einen höhengleichen Übergang miteinander verbunden.
| Gleis | Nutzbare Länge | Bahnsteighöhe | Nutzung                   |
| ----- | -------------- | ------------- | ------------------------- |
| 1     | 120 m          | 55 cm         | Züge in Richtung Mering   |
| 2     | 120 m          | 55 cm         | Züge in Richtung Weilheim |

### Stellwerke

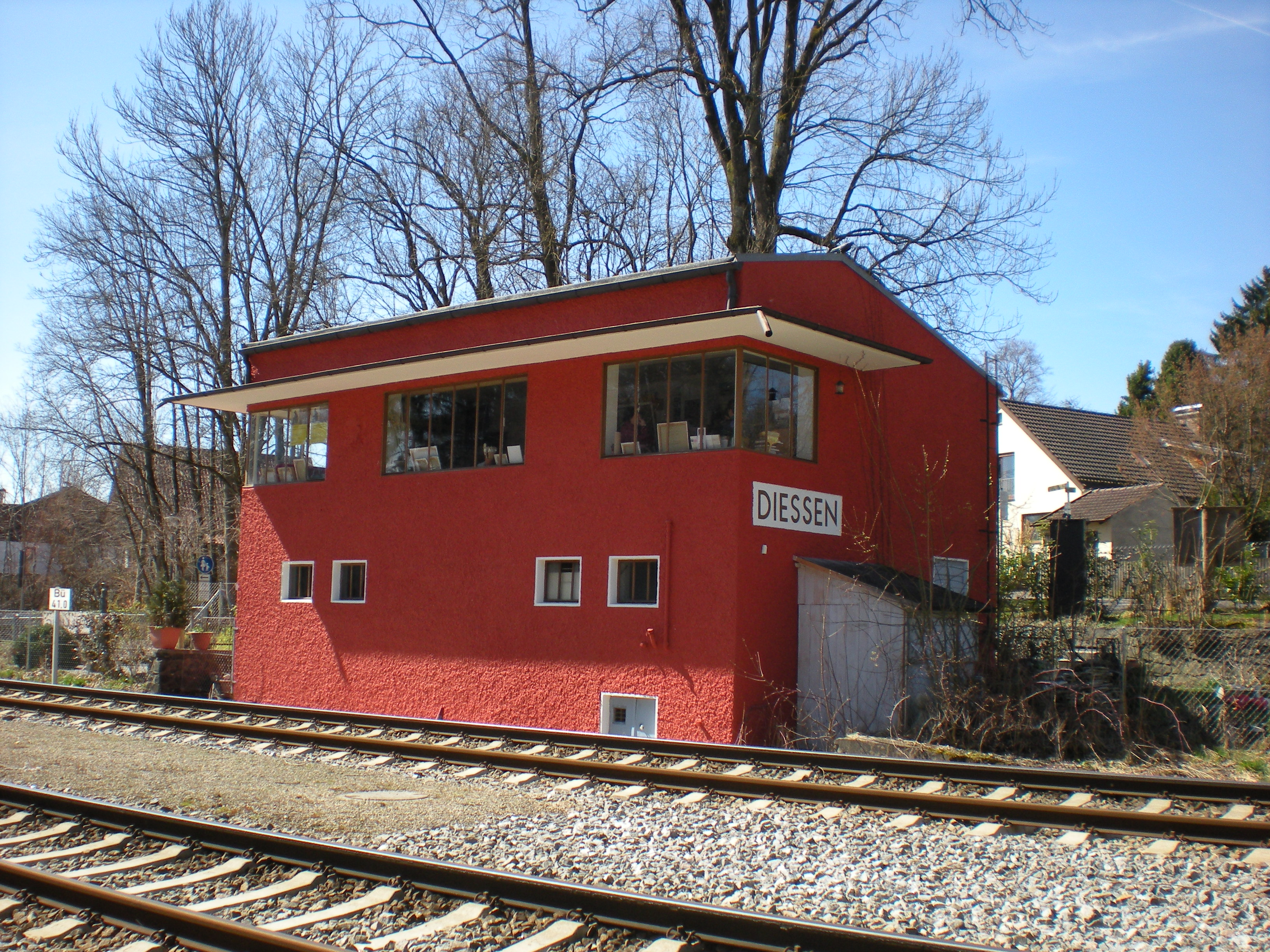
Ehemaliges Stellwerk 1

Bis zur Modernisierung des Bahnhofs Dießen in den 1930er Jahren befanden sich die Stellwerkseinrichtungen des Bahnhofs Dießen im Freien auf dem Bahnsteig. 1937 nahm die Deutsche Reichsbahn in der nördlichen Bahnhofsausfahrt ein zweigeschossiges mechanisches Stellwerk der Einheitsbauart in Betrieb, das als Stellwerk 1 bezeichnet wurde und als Wärterstellwerk diente. 1938 eröffnete sie im neu errichteten Stellwerksvorbau ein mechanisches Befehlsstellwerk der Einheitsbauart. Die Spannwerke des Befehlsstellwerks befanden sich im Keller des Empfangsgebäudes, beim Wärterstellwerk waren sie im Untergeschoss des Stellwerksgebäudes installiert.
Am 28. November 2009 nahm die DB in Dießen ein neues elektronisches Stellwerk der Bauart Scheidt & Bachmann in Betrieb. Es wird aus einem elektronischen Stellwerk in Utting ferngesteuert. Die beiden alten mechanischen Stellwerke wurden stillgelegt und die Formsignale des Bahnhofs durch Lichtsignale nach dem Ks-Signalsystem ersetzt. Im zweigeschossigen Bau des Wärterstellwerks wurden die Stellwerkseinrichtungen ausgebaut und das Gebäude an eine Privatperson verkauft. Das Befehlsstellwerk (Stellwerk 2) wurde im Zuge des Umbaus des Empfangsgebäudes 2015 ebenfalls entkernt und der Stellwerksvorbau in das neu eingerichtete Café einbezogen.

## Verkehr

### Personenverkehr
1914 hielten in Dießen fünf Personenzüge und ein Eilzug, die die Gesamtstrecke der Ammerseebahn befuhren, sowie ein Personenzug von Geltendorf nach Weilheim. Nach dem Ersten Weltkrieg wurde die Zuganzahl erhöht, sodass 1934 täglich acht Zugpaare den Bahnhof Dießen bedienten, davon fünf Personenzüge und drei Eilzüge. Ab etwa 1918 wurde der Bahnhof Dießen auch durch Schnellzüge von West- und Norddeutschland nach Garmisch-Partenkirchen bedient. So hielt bis 1943 täglich ein D-Zugpaar von Berlin Anhalter Bahnhof über Augsburg und Garmisch-Partenkirchen nach Innsbruck. In den 1920er- und den 1930er-Jahren besaß der Bahnhof außerdem eine große Bedeutung im Ausflugsverkehr von Augsburg an den Ammersee. Im Zweiten Weltkrieg und der Nachkriegszeit fiel das Personenverkehrsaufkommen wieder ab, 1950 fuhren weiterhin fünf Personenzüge, aber nur noch ein Schnellzug. In den 1950er-Jahren stieg das Verkehrsaufkommen stark an, sodass die Deutsche Bundesbahn die Zuganzahl verdoppelte. Im Fahrplanjahr 1960 verkehrten wieder neun Personenzüge, zwei Eilzüge und ein Schnellzug am Bahnhof Dießen. Wegen der großen Bedeutung im Ausflugsverkehr verkehrten im Sommer zusätzliche Badezüge von Augsburg nach Dießen. In der Folgezeit wurde die Anzahl der Personenzüge verringert und mehr Eilzüge eingesetzt. So fuhren 1975 nur noch sieben Nahverkehrszüge, aber auch vier Eilzüge und zwei Schnellzüge. Bis 1990 wurden weitere Nahverkehrszüge durch Eilzüge ersetzt, bis 1990 war die Anzahl der Nahverkehrszüge auf vier gesunken, gleichzeitig verkehrten acht Eilzüge und weiterhin ein Schnellzug. Ab 1988 hielt in Dießen der Fern-Express Ammersee von Dortmund nach Mittenwald, der 1991 als letztes Fernzugpaar auf der Ammerseebahn eingestellt wurde. Bis Ende 2008 verkehrten von Augsburg nach Weilheim im Stundentakt Regionalbahnen der Deutschen Bahn, die mit Diesellokomotiven der Baureihe 218 und n-Wagen oder Dieseltriebwagen der Baureihen 628 und 642 bedient wurden. Außerdem endeten einzelne Regionalbahnen aus Richtung Schongau mit Dieseltriebwagen der Baureihe 642 am Bahnhof Dießen.
Seit dem 14. Dezember 2008 wird der Bahnhof im Stundentakt durch die Züge der Bayerischen Regiobahn (BRB) von Augsburg-Oberhausen über Weilheim nach Schongau mit Dieseltriebwagen des Typs LINT 41 bedient. In der Hauptverkehrszeit verkehren im Stundentakt zusätzliche Verstärkerzüge von Geltendorf nach Peißenberg, sodass ein Halbstundentakt hergestellt wird.

### Güterverkehr
Der Dießener Bahnhof besaß ursprünglich eine relativ große Bedeutung im Güterverkehr, wobei hauptsächlich Stückgut und landwirtschaftliche Produkte wie zum Beispiel Milch verladen wurden. Für die Ammerseedampfschifffahrt wurde auch Kohle in Dießen verladen, wofür an Gleis 4 ein eigener Kohlebunker bestand. Zwischen Kohlebunker und Schiffsanleger existierte zum Transport der Kohle eine kleine schmalspurige Lorenbahn. Für die Güterzuglokomotiven existierte am Bahnhof Dießen ein eigener Kleinlokschuppen. Da der Ortsladeverkehr nach dem Zweiten Weltkrieg stark zurückging, wurde 1972 der Verkehr über den Güterschuppen eingestellt. 1985 wurden monatlich noch 14 Güterwagen nach Dießen zugeführt, der Bahnhof wurde aus Richtung Weilheim bedient. Bis in die 1990er-Jahre hielt auf dem dritten Bahnsteiggleis regelmäßig ein Viehtransportzug. Heute findet am Bahnhof Dießen kein planmäßiger Güterverkehr mehr statt.